# فانتزی پیچیده تیره زیبای من
فانتزی پیچیده تیره زیبای من (به انگلیسی: My Beautiful Dark Twisted Fantasy) پنجمین آلبوم استودیویی رپر آمریکایی کانیه وست است که در ۲۲ نوامبر ۲۰۱۰ میلادی منتشر شد. پس از یک دورهٔ جنجال‌برانگیز در سال ۲۰۰۹، وست مدتی از انظار عمومی کناره گرفت و به تعبیر خود، به یک «تبعید خودخواسته» در هاوایی رفت. در آنجا او کار را بر روی آلبومی با مشارکت تعداد زیادی از هنرمندان مختلف آغاز کرد. آلبوم با حضور هنرمندان مهمان متعددی مانند بون ایور، جی زی، پوشا تی، ریک راس، کید کادی، نیکی میناژ و جان لجند ضبط شد. آهنگسازی توسط کانیه وست و با حضور آهنگسازان با سابقهٔ متعددی انجام شد. فانتزی پیچیده تیره زیبای من به علت زیبایی ماکسیمالیستی، کیفیت بالای آهنگسازی و فضای دوگانه حاکم بر آن مورد تحسین منتقدین قرار گرفت. این آلبوم از طرف بسیاری مجلات موسیقی و منتقدین عنوان بهترین آلبوم سال ۲۰۱۰ را کسب کرد. در وب‌سایت متاکریتیک این آلبوم نمره متوسط ۹۴ از ۱۰۰ را از حدود ۴۵ نقد کسب کرده‌است.

## قطعات
| شماره | نام                             | مدت  |
| ----- | ------------------------------- | ---- |
| ۱.    | «فانتزی تیره»                   | ۴:۴۰ |
| ۲.    | «زیبا»                          | ۵:۵۷ |
| ۳.    | «قدرت»                          | ۴:۵۲ |
| ۴.    | «تمام چراغ‌ها (میان‌پرده)»        | ۱:۰۲ |
| ۵.    | «تمام چراغ‌ها»                   | ۴:۵۹ |
| ۶.    | «هیولا»                         | ۶:۱۸ |
| ۷.    | «بسیار دهشتناک»                 | ۶:۳۸ |
| ۸.    | «شیطان در لباسی نو»             | ۵:۵۲ |
| ۹.    | «فرار کن»                       | ۹:۰۸ |
| ۱۰.   | «جهنم یک زندگی»                 | ۵:۲۷ |
| ۱۱.   | «بازی سرزنش»                    | ۷:۴۹ |
| ۱۲.   | «گمشده در جهان»                 | ۴:۱۶ |
| ۱۳.   | «چه کسی در آمریکا نجات می‌یابد؟» | ۱:۳۸ |